# Kraljevo
Kraljevo, grad na tri rijeke, Ibru, Zapadnoj Moravi i Ribnici, u središnjem dijelu Srbije, prema popisu pučanstva iz 2011. godine, imalo je 64.175 stanovnika, dok je istoimena općina Kraljevo imala 124.554 stanovnika. Područje Grada Kraljeva čine naselje Kraljevo te još 15 manjih naselja, Adrani, Čibukovac, Grdica, Jarčujak, Konarevo, Mataruge, Mataruška Banja, Metikoš, Ratina, Ribnica, Vitanovac, Vrba, Zaklopača i Žiča.
Gradski grb sastoji se od sedam kruna koje simboliziraju krunidbu sedam kraljeva u manastiru Žiča, koji se nalazi na 5 km od centra grada. Kraljevo je administrativni, gospodarski, sportski i kulturni centar uže Srbije, a također i raskrižje važnih magistralnih pravaca. Vojna zrakoplovna luka Lađevci bi uskoro trebala postati i civilna zrakoplovna luka, čime bi Kraljevo dobilo primjerenu zračnu vezu sa svijetom.
U Kraljevu je šport vrlo razvijen, KK Sloga i KK Mašinac su klubovi I košarkaške lige, čime je Kraljevo postalo jedini grad, osim Beograda, i Novog Sada koji ima 2 prvoligaša u najtrofejnijem srpskom športu. Odbojkaški klub "Ribnica" (nazvan po istoimenom dijelu grada) standardno je u I ligi.
Kraljevo posjeduje i jedini pravi autodrom za utrke na kružnim stazama u Srbiji, Autodrom Beranovac gdje se tijekom sezone održavaju natjecanja u auto i moto športu. U blizini je i motocross staza Metikoši.
U Kraljevu i okolici ima mnogo kulturno povjesnih spomenika: Gospodar Vasin konak (u posjedu SPC), Manastiri Žiča, Studenica, srednjovjekovni grad Maglič...
U okolici je Kraljeva mnogo termalnih lječilišta: Vrnjačka Banja, Mataruška Banja, Bogutovačka Banja, Sirčanska Banja... Tijekom cijele godine održavaju se turističke i kulturne priredbe: Kraljevsko kulturno ljeto (Kraljevačko kulturno leto), razni sajmovi, koncerti, a najveća i najpoznatija priredba je Veseli spust niz Ibar od Magliča do Kraljeva.

## Povijest
Daleka povijest kraljevskog kraja nije dovoljno istražena obzirom na zemljopisni položaj i arheološka otkrića (tumuli, "bakarne strelice" itd) koja ukazuju na postojanje naseobine iz doba 2000 godina prije Krista. Dosadašnja istraživanja pokazuju da najstariji materjalni nalazi potječu s neolitskih lokaliteta "Divlje polje" u Ratini i "Lađarište" u selu Vrnjci.
Vjerojatno je da je grčki utjecaj stigao do ovih krajeva još u 6. stoljeću prije nove ere (grčki šljem, zlatni i ćilibarski nakit, keramičko posuđe) na čuvenim arheološkim nalazištima sa šireg područja Ibra i Morave (Atenica, Petrova crkva i Kruševica).
Smatra se da je Ibarska dolina, kao prirodna prometnica, dovela i Rimljane u taj kraj. Stvaranjem rimskih provincija na Balkanu teritorija današnjeg grada i okoline postaje granična zona između gornje Mezije i Dalmacije. Rimljanima su ovi krajevi bili značajni, prije svega zbog rudnog bogatstva a i zbog postojanja geotermalnih izvora. Iz antičkog perioda potječe i votivna ara posvećena Jupiteru, pronađena u gornjem Lašcu, kao i ciglarska peć otkrivena u Čibukovcu.
Srednji vijek je za kraljevsku lokalnu povijest u velikoj mjeri još u tami, iako prošlost koja se veže za ovaj kraj prelazi značaj lokalne povijesti. Prema nekim pretpostavkama, donji Ibar je "prvobitna srpska oblast", najstarija jezgra gospodarskog, društvenog i političkog života u Srba. Prva srpska država, Raška, nastaje u 11. stoljeću, a malobrojni podatci govore da je oblast Kraljeva u najaktivnijem dijelu srpske države. O tome svjedoče i brojni manastiri: Studenica (1188.) - je prijestolnica i mauzolej rodonačelnika najznačajnije srpske dinastije, Stefana Nemanje; Žiča je od 1219. godine sjedište srpske autokefalne arhiepiskopije i mjesto krunidbe srpskih kraljeva; zatim Ljubostinja, Gradac, Pavlica, srednjovjekovni grad Maglič i drugi. Ovaj kraj pao je pod tursku vlast sedamdesetak godina poslije Kosovskog boja - oko 1458. – 59. godine.

## Zemljopis
Grad Kraljevo ima oko 83.000 stanovnika, a šire gradsko područje oko 125.000. Nalazi se u središnjem dijelu Srbije, na ušću Ibra u Moravu, u kotlini između Šumadijskih, s jedne strane, i Starovlaških i Kopaoničkih gorja, s druge strane, na nadmorskoj visini od prosječnih 206 metara. Klima je umjereno kontinentalna, tako da se klimatski faktori mijenjaju, što ovisi od godišnjeg doba. Ovakva klima, a i zemljopisni položaj uslovljava i izolaciju - u ljetnom razdoblju ima prosječno 8,5 sunčanih sati dnevno, a godišnji prosjek je 5,5. Srednja godišnja temperatura u samom gradu je 11°C, ljeti oko 22°C a zimi oko 0°C (najveća ljetna temperatura, zabilježena 22. srpnja 1939., bila je 44,3°C, a najniža zimska, 13. veljače 1935. godine -25,4°C). Jak vjetar (košava) je odlika pozne jeseni, zime i ranog proljeća, a u ostalo doba godine pušu blaži zapadni i sjeverozapadni vjetrovi.
Zahvaljujući svom povoljnom zemljopisnom položaju, Kraljevo je postao i velika prometna raskrsnica Srbije. Ibarska magistrala je put koji slijedi prirodni tok rijeke Ibar, prolazi kroz Kraljevo i, preko Gornjeg Milanovca i Ljiga spaja sjeverne dijelove Srbije s Kosovom i Metohijom i Crnom Gorom. Tokom rijeke Morave prolazi put koji se pruža pravcem istok, zapad zemlje, pa se njime iz Bosne i Hercegovine i Crne Gore, preko Kraljeva, najbrže putuje do Kragujevca, Kruševca i dalje do Niša i granice s Bugarskom. U željezničkom prometu, Kraljevo je na raskrsnici magistralnog pravca Požega - Stalać, koji povezuje pruge Beograd - Bar i Beograd - Niš, s pravcem Beograd - Lapovo - Kragujevac - Kosovo Polje i dalje preko Makedonije za Solun.
Zemljopisnu osobitost Kraljeva upotpunjuju i dijelovi rječnih tokova Ibra i Zapadne Morave s pritocima. Kraljevački dio Zapadne Morave ima blage padine ispresjecane potocima i rječicama, koje su u višim dijelovima obrasle listopadnom šumom, a u nižim su zasađeni voćnjaci i vinogradi. Pored same rijeke prostiru se vodoplavne, plodne ravnice pogodne za uzgajanje poljoprivrednih kultura. Najveća pritoka Zapadne Morave je rijeka Gruža. Rijeka Ibar, sa slikovitom kulturom, bukovima i slapovima, velikim brojem pritoka i bogatim ribljim uljem, plijeni svojom ljepotom. Atraktivnost Ibarske klisure, čije su padine strme, često oguljene i rasječene sporednim potočnim i rječnim klisurama, ogleda se u krivudavom toku rijeke. Najveći desni pritoci Ibra su Gvozdačka rijeka i Maglasica, a lijevog Studenica, Dubočica, Pivnica i Lopatnica. Sve su bistre planinske rijeke, prozirno zelenkaste boje, pune brzaca i manjih vodopada. Par kilometara prije Kraljeva, Ibar izlazi iz klisure i postepeno se smiruje, sve do ušća u Moravu. Planine koje se nalaze u okolini Kraljeva su: Goč (1. 124m), Stolovi (1. 325m), Troglav (1. 177m), Čemerno (1. 579m), Radočelo (1. 643m) i druge. Obrasle su šumom (na nižim nadmorskim visinama bukva, jela, lipa, jasen, a na višim četinjače) te obiluju pašnjacima i raznovrsnim planinskim biljem.

## Šport
Kraljevo je grad duge športske tradicije. Početak organiziranih aktivnosti najuspješnijih športskih društava Kraljeva vezan je za vrijeme poslije Drugog svjetskog rata. Tako je 1954. godine osnovano, danas najuspješnije športsko društvo, odbojkaški klub Ribnica. Kraljevo je jedan od rijetkih gradova gdje je odbojka šport broj jedan, a Ribnica je poslije prvih koraka na europskoj sceni 1979. godine, danas jedini kraljevski prvoligaš koji se natjecao u Kupu europske odbojkaške konfederacije. Nogomet je najpopularniji i najmasovniji sport kojim se u Kraljevu organizirano bavi oko tisuću nogometaša u pedesetak klubova koji se natječu u više liga. Uspjesi kraljevske košarke vežu se za klubove Sloga i Mašinac. Sreten Dragojlović, Dragan Todorić, Ljubodrag Simonović i Vlade Divac su samo neki od poznatih košarkaša iz Kraljeva. 1998. godine se navršava pedeset godina postojanja Sloge koja se nekoliko godina natjecala u Prvoj saveznoj ligi bivše Jugoslavije. Trenutno, Sloga igra u Prvoj ligi. Košarkaski klub Mašinac je u vrlo kratakom vremenskom periodu prošao put od osnivanja do Prve lige.
Od 1984. godine do danas popularni "Studenti" su bili najuspješniji u Regionalnoj, Drugoj Srpskoj, Jedinstvenoj Srpskoj i Drugoj ligi, a nakon dvije godine postaju članovi Prve lige. Pored ovih, najpopularnijih sportova, u gradu postoji i veliki broj drugih sportskih društava. Tako karate klub "Sloga" već godinama u Kraljevo donosi medalje s natjecanja širom svijeta. To je stabilan prvoligaš u kome trenira i nekoliko reprezentativaca Srbije. Slično je i s džudo klubom "Mašinac". Svojim radom ističu se i članovi Kajak kluba "Ibar". Solidne rezultate bilježe i kick bokseri "Kraljeva", jednog od najperspektivnijih klubova u zemlji, a boje grada uspješno brane i šahovski klub "Sloga", rukometni klub "Metalac", kuglački klub "Ibar", atletski klub "Metalac", biciklistički klub "Metalac", klub ekstremnih sportova "Baunti", boksački klub "Metalac", skijaški klub "Goc", auto-moto klub "Nagrada Kraljeva", stolnotenisački klub "Metalac", aero klub "Mihajlo Petrović", klub padobranskog jedrenja "Eol", tenisački klub "Kraljevo" i dr.

## Galerija
- Trg Jovana Sarića
- Pogled s gradske terase
- Pješačka zona i hotel Тurist
- Pravoslavna saborna crkva Svete Trojice
- Saborna crkva u Kraljevu
- Manastir Studenica
- Manastir Studenica
- Manastir Studenica
- Manastir Žiča
- Tvrđava Maglič
- Manastir Žiča
- Manastir Žiča
- Spomenik srpskom vojniku iz Prvog svjetskog rata
- SOS Dječje selo
- Оbala Ibra u Мataruškoj Banji
- Jezero na Goču
- Spomen park Kraljevski listopad (Kraljevački oktobar)
- Spomenik otpora i stradanja u Željezničkom parku
- Narodni muzej u Kraljevu
- Arhiv u Kraljevu
- Reka Ibar, Kraljevo
- Gradski park, Kraljevo
- Crkva Svetog Save, Kraljevo
- Unutrašnjost crkve Svetog Save, Kraljevo